# Gaspar Llamazares
Gaspar Llamazares Trigo, né le 28 novembre 1957 à Logroño, est un homme politique espagnol, membre d'Izquierda Unida.

## Biographie
Il passe son enfance et sa jeunesse à Salinas, dans les Asturies, puis part pour Madrid où il effectue des études de médecine à l'Université autonome, qu'il achève à l'Université d'Oviedo.
Licencié en médecine et en chirurgie, il complète ses études par un master de santé publique obtenu à l'Université de La Havane. Il avait entre-temps fondé la revue Bocetos, qui analysait la médecine sous un angle social et non biologique.
En 1985, il devient professeur au département de médecine préventive de l'université de Saint-Jacques-de-Compostelle, avant d'enseigner au sein de l'unité pour la médecine familiale de Cazoña, en Cantabrie.

## Activités politiques
Gaspar Llamazares adhère au Parti communiste des Asturies (PCA) en 1981. Sept ans plus tard, il en est élu secrétaire général, ainsi que coordinateur général de la Gauche unie (IU) dans les Asturies.
Le 26 mai 1991, il est élu député à la Junta General (parlement) des Asturies, devient le porte-parole du groupe parlementaire régional de IU et décide de maintenir la coalition avec les socialistes. Il décide toutefois d'y mettre fin en 1995, ce qui permet au Parti populaire de s'emparer de la communauté autonome.
Élu député des Asturies lors des législatives du 12 mars 2000, Gaspar Llamazares est élu coordinateur général de la Gauche unie le 30 octobre suivant avec seulement une voix d'avance sur Francisco Frutos.
Quatre ans plus tard, le 14 mars 2004, il est élu député de Madrid alors que IU remporte le plus mauvais score de son histoire avec seulement cinq députés, dont deux d'Initiative pour la Catalogne - Les Verts (ICV).
Il est toutefois réélu à la direction du parti de gauche le 12 décembre 2004 avec 16 voix d'avance sur ses opposants. Cette réélection est confirmée par le conseil politique fédéral (parlement interne) de la Gauche unie le 23 janvier suivant, toujours avec une courte avance, de 17 voix cette fois.
En novembre 2007, contraint par les communistes de se soumettre à une primaire interne contre Marga Sanz, secrétaire générale du PCE dans la Communauté valencienne, afin de désigner le candidat d'IU à la présidence du gouvernement, il s'impose avec 62,5 % des voix, avec une participation de 37,5 %.
Aux élections législatives du 9 mars 2008, la Gauche unie remporte le pire score de son histoire et ne conserve que deux élus au Congrès des députés. Réélu représentant de la Communauté de Madrid, Llamazares annonce qu'il ne sera pas candidat à sa succession lors de la prochaine Assemblée fédérale d'IU, prévue à la fin de l'année. Le 6 octobre suivant, il démissionne de son poste de coordinateur général.
Au Congrès des députés, il préside la commission de la Santé, de la Politique sociale et de la Consommation, et occupe actuellement le poste de porte-parole du groupe formé par IU, ICV et la Gauche républicaine de Catalogne (ERC).
Le 16 janvier 2010, le FBI reconnaît avoir utilisé une partie du visage de Llamazares pour actualiser le portrait d'Oussama ben Laden. Ce portrait, qui empruntait ses cheveux et son front, est apparu le 15 janvier sur le site du FBI et en a été retiré trois jours plus tard.